# Gasparo Balbi
Gasparo Balbi (fl. XVI secolo) fu un gioielliere e viaggiatore veneziano della fine del Cinquecento. Di lui è rimasta una relazione del viaggio in Oriente intrapreso tra il 1576 e il 1588 al fine di acquistare pietre preziose.

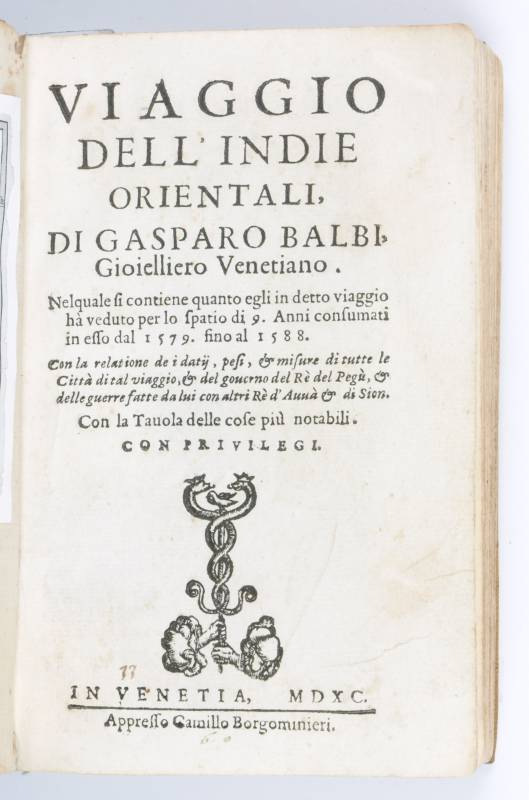
Viaggio dell'Indie Orientali

L'itinerario del viaggio prese inizio ad Aleppo nel dicembre del 1579. Da lì, il Balbi andò a Baghdad, a Bassora, poi via nave ad Hormuz. Nel 1580 si trovò ormai in India e da lì si recò nel regno del Pegu, nell'odierno Myanmar. Nel 1586 prese la via del ritorno, passando di nuovo dall'India, dalla Persia e da Baghdad.
Il resoconto dei suoi viaggi in India e in Oriente dal 1579 al 1588 fu pubblicato nel 1590 a Venezia, si intitolava Viaggio nelle Indie Orientali. In seguito il testo fu tradotto e divulgato anche in latino, in tedesco, in neerlandese e, parzialmente, in inglese.